# Терезино Поље
Терезино Поље је насељено место у саставу општине Лукач у Вировитичко-подравској жупанији, Република Хрватска.

## Историја
До територијалне реорганизације у Хрватској налазило се у саставу старе општине Вировитица.

### Други светски рат
Из села Нетече, Зриња, Терезиног Поља, Ратинке, Дијелке, Аде, Рита и Брезовог Поља, у вировитичком срезу истерани су сви добровољци и колонисти са породицама, око 3800 душа и протерани у Србију. Становницима села Дјелке наоружане усташе су наредиле да за 5 минута напусте куће и да узму само оно што могу понети у рукама. И из других срезова протерани су добровољци колонисти а имовина им је одузета.

## Становништво
На попису становништва 2011. године, Терезино Поље је имало 269 становника.

## Попис1991.
На попису становништва 1991. године, насељено место Терезино Поље је имало 350 становника, следећег националног састава:
| Попис 1991.‍  | Попис 1991.‍  | Попис 1991.‍ | Попис 1991.‍ | Попис 1991.‍ |
| ------------ | ------------ | ----------- | ----------- | ----------- |
|              |              |             |             |             |
| Хрвати       | Хрвати       |             | 216         | 61,71%      |
| Срби         | Срби         |             | 92          | 26,28%      |
| Југословени  | Југословени  |             | 12          | 3,42%       |
| Мађари       | Мађари       |             | 3           | 0,85%       |
| Македонци    | Македонци    |             | 1           | 0,28%       |
| остали       | остали       |             | 1           | 0,28%       |
| неопредељени | неопредељени |             | 12          | 3,42%       |
| регион. опр. | регион. опр. |             | 1           | 0,28%       |
| непознато    | непознато    |             | 12          | 3,42%       |
| укупно: 350  |              |             |             |             |